# Чемпионат Европы по волейболу среди женщин 1999
21-й чемпионат Европы по волейболу среди женщин прошёл с 20 по 25 сентября 1999 года в двух городах Италии с участием 8 национальных сборных команд. Чемпионский титул в 3-й раз в своей истории и во 2-й раз подряд выиграла сборная России.

## Команды-участницы
Италия — страна-организатор;
Россия, Польша, Болгария, Румыния, Хорватия, Германия, Нидерланды — по итогам квалификации.

## Система проведения чемпионата
8 финалистов чемпионата Европы на первом этапе были разбиты на две группы. По две лучшие команды из групп стали участниками плей-офф за 1—4-е места. Итоговые 5—8-е места также по системе плей-офф разыграли команды, занявшие в группах 3—4-е места.

## Города и игровые арены
Соревнования прошли в игровых залах двух городов Италии — Рима и Перуджи.
- Рим.

В «Palazzo dello Sport» прошли матчи группы «А» предварительного этапа и плей-офф чемпионата. Дворец построен в 1960 году. Вместимость трибун — 11200 зрителей.
- Перуджа.

В «PalaEvangelisti» прошли матчи группы «B» предварительного этапа чемпионата. Дворец построен в 1984 году. Вместимость трибун — 5000 зрителей.

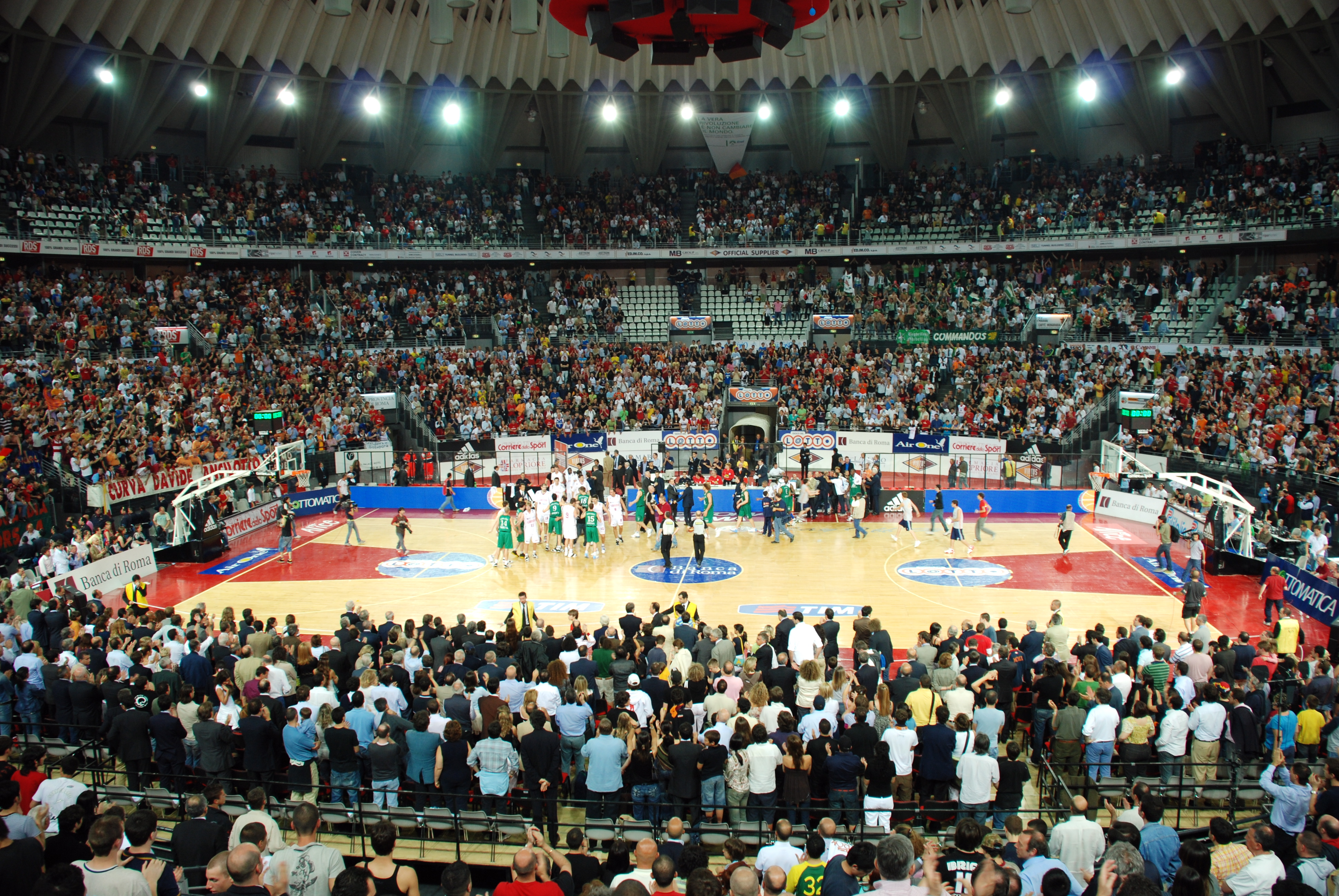
Рим Palazzo dello Sport
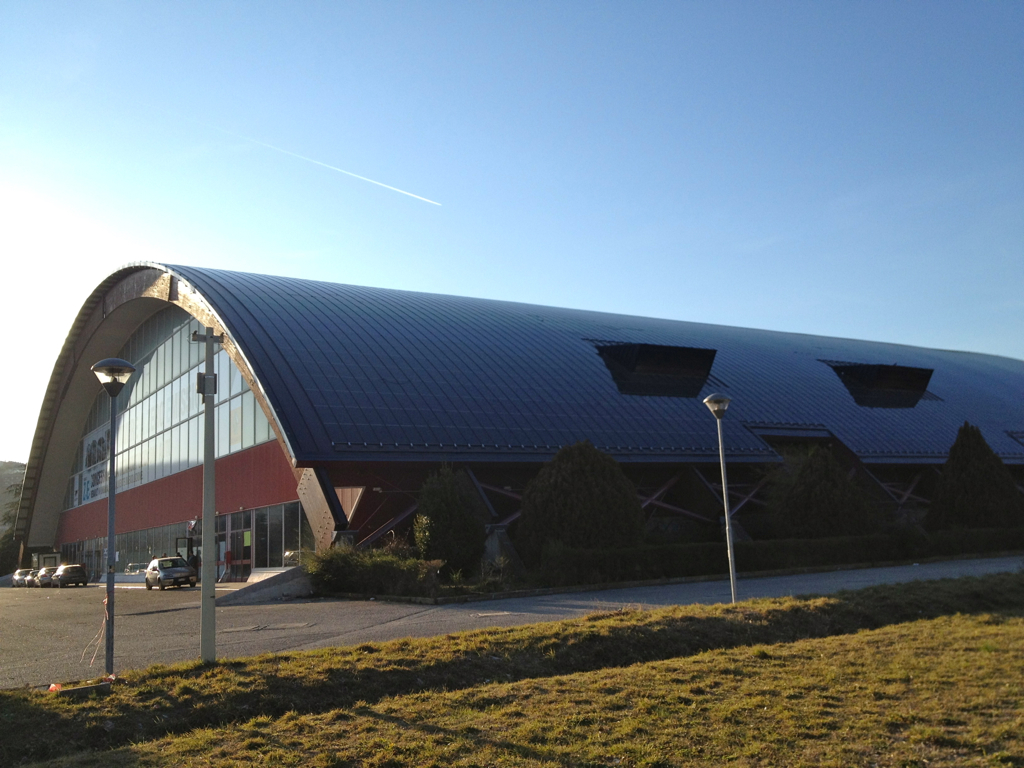
Перуджа PalaEvangelisti

## Предварительный этап

### Группа А
Рим
| М | Команда    | 1   | 2   | 3   | 4   | И | В | П | С/П | О |
| - | ---------- | --- | --- | --- | --- | - | - | - | --- | - |
| 1 | Россия     |     | 3:1 | 3:0 | 3:0 | 3 | 3 | 0 | 9:1 | 6 |
| 2 | Италия     | 1:3 |     | 3:1 | 3:1 | 3 | 2 | 1 | 7:5 | 5 |
| 3 | Нидерланды | 0:3 | 1:3 |     | 3:2 | 3 | 1 | 2 | 4:8 | 4 |
| 4 | Румыния    | 0:3 | 1:3 | 2:3 |     | 3 | 0 | 3 | 3:9 | 3 |

20 сентября: Италия — Румыния 3:1 (21:25, 25:20, 25:12, 25:17); Россия — Нидерланды 3:0 (26:24, 25:11, 25:20).
21 сентября: Италия — Нидерланды 3:1 (25:17, 25:22, 19:25, 25:17); Россия — Румыния 3:0 (25:17, 25:18, 25:20).
22 сентября: Россия — Италия 3:1 (22:25, 25:21, 27:25, 25:19); Нидерланды — Румыния 3:2 (17:25, 23:25, 25:21, 25:21, 15:9).

### Группа В
Перуджа
| М | Команда  | 1   | 2   | 3   | 4   | И | В | П | С/П | О |
| - | -------- | --- | --- | --- | --- | - | - | - | --- | - |
| 1 | Хорватия |     | 0:3 | 3:0 | 3:0 | 3 | 2 | 1 | 6:3 | 5 |
| 2 | Германия | 3:0 |     | 1:3 | 3:2 | 3 | 2 | 1 | 7:5 | 5 |
| 3 | Болгария | 0:3 | 3:1 |     | 2:3 | 3 | 1 | 2 | 5:7 | 4 |
| 4 | Польша   | 0:3 | 2:3 | 3:2 |     | 3 | 1 | 2 | 5:8 | 4 |

20 сентября: Хорватия — Болгария 3:0 (25:21, 25:21, 25:17); Германия — Польша 3:2 (21:25, 25:14, 25:19, 16:25, 15:13).
21 сентября: Болгария — Германия 3:1 (25:22, 25:21, 21:25, 25:21); Хорватия — Польша 3:0 (26:24, 26:24, 25:23).
22 сентября: Польша — Болгария 3:2 (25:23, 15:21, 32:30, 22:25, 15:11); Германия — Хорватия 3:0 (25:19, 25:23, 25:13).

## Плей-офф
Рим

### Полуфинал за 1—4 места
24 сентября
Хорватия — Италия 3:2 (25:22, 16:25, 12:25, 25:23, 15:13)
Россия — Германия 3:0 (25:14, 25:9, 25:16)

### Полуфинал за 5—8 места
24 сентября
Румыния — Болгария 3:1 (25:22, 25:21, 21:25, 25:22)
Нидерланды — Польша 3:1 (29:27, 22:25, 25:23, 25:23)

### Матч за 7-е место
25 сентября
Болгария — Польша 3:1 (25:19, 25:22, 20:25, 25:20)

### Матч за 5-е место
25 сентября
Нидерланды — Румыния 3:0 (25:19, 25:22, 25:16)

### Матч за 3-е место
25 сентября
Италия — Германия 3:0 (25:20, 25:20, 25:19)

### Финал
| 25 сентября 1999 | \| Россия \| 3:0 sport-express.ru \| Хорватия \| \| Елена Василевская (4) Елизавета Тищенко (15) Елена Година (11) Любовь Шашкова (14) Анастасия Беликова (9) Евгения Артамонова (6) Наталья Морозова (либеро) \| Голы \| Наташа Лето (12) Мария Лихтенштейн Славица Кузманич (4) Барбара Елич (15) Марьяна Рибичич Бети Римач (6) Ингрид Шишкович (либеро) \| | Рим «Palaeur» 7200 зрителей |
| Счёт по партиям — 25:18, 25:19, 25:12. Время матча — 50 минут. Судьи: Гуарилья Акилле, Мариан Стамате.                                                     | | |
| Россия | 3:0 sport-express.ru | Хорватия |
| Елена Василевская (4) Елизавета Тищенко (15) Елена Година (11) Любовь Шашкова (14) Анастасия Беликова (9) Евгения Артамонова (6) Наталья Морозова (либеро) | Голы | Наташа Лето (12) Мария Лихтенштейн Славица Кузманич (4) Барбара Елич (15) Марьяна Рибичич Бети Римач (6) Ингрид Шишкович (либеро) |

## Итоги

### Положение команд
| Россия        |
| Хорватия      |
| Италия        |
| 4. Германия   |
| 5. Нидерланды |
| 6. Румыния    |
| 7. Болгария   |
| 8. Польша     |

### Призёры
Россия: Евгения Артамонова, Наталья Морозова, Елизавета Тищенко, Елена Година, Любовь Шашкова, Елена Василевская, Анастасия Беликова, Наталья Сафронова, Ирина Тебенихина, Елена Плотникова, Екатерина Гамова, Елена Сенникова. Главный тренер — Николай Карполь.
  Хорватия: Барбара Елич, Мия Ерков, Ана Каштелан, Славица Кузманич, Наташа Лето, Мария Лихтенштейн, Бети Римач, Ивана Трома, Майя Поляк, Марьяна Рибичич, Ингрид Шишкович, Тихана Стипанович. Главный тренер — Ивица Елич.
  Италия: Ваня Беккариа, Сабрина Бертини, Антонелла Брагалья, Мауриция Каччатори, Элиза Галастри, Симона Джоли, Мануэла Леджери, Элеонора Ло Бьянко, Паола Паджи, Франческа Пиччинини, Симона Риньери, Элиза Тогут. Главный тренер — Анджело Фригони.

### Индивидуальные призы
MVP:  Евгения Артамонова
Лучшая нападающая:  Елизавета Тищенко
Лучшая блокирующая:  Елизавета Тищенко
Лучшая на подаче:  Ева Ковальковская
Самая результативная:  Барбара Елич